# Крижанський Володимир Олексійович
Володи́мир Олексі́йович Крижа́нський (нар. 26 березня 1982, с. Червоний Кут, Жашківський район, Черкаська область, Українська РСР — пом. 29 січня 2017, м. Авдіївка, Донецька область, Україна) — український військовослужбовець, сержант Збройних сил України. Учасник російсько-української війни.

## Життєпис
Народився 1982 року в селі Червоний Кут Жашківського району Черкаської області. 1989 року почав навчання у Червонокутській середній школі. Згодом переїхав до села Горобіївка Сквирського району Київської області, й продовжив навчання у місцевій школі. Закінчив Сквирське професійно-технічне училища за фахом бухгалтера та Білоцерківський інститут економіки та управління ВНЗ «Відкритий міжнародний університет розвитку людини «Україна» за спеціальністю «менеджмент».
Строкову службу проходив у 6-му навчальному артилерійському полку в селі Дівички Переяслав-Хмельницького району.
Мешкав із сім'єю в місті Сквира, працював у ТОВ Фірма «Грона».
У зв'язку з російською збройною агресією проти України 19 березня 2014 року призваний за частковою мобілізацією. Спочатку служив у Сквирському районному військкоматі. Пройшов навчання у 169-му навчальному центрі Сухопутних військ у смт Десна, після чого був направлений в 30-ту механізовану бригаду. Згодом перевівся до 72-ї бригади. Виконував завдання в зоні проведення антитерористичної операції на Сході України. 6 березня 2015 вступив на військову службу за контрактом.
Сержант, кулеметник механізованого взводу механізованої роти 1-го механізованого батальйону 72-ї окремої механізованої бригади, в/ч А2167, м. Біла Церква.
Загинув 29 січня 2017 року від осколкового поранення під час бою з російсько-терористичними угрупованнями в промисловій зоні міста Авдіївка.
Вранці 29 січня штурмова група 1-го механізованого батальйону під командуванням капітана Андрія Кизила під час контратаки зайняла взводний опорний пункт (ВОП) противника і тримала оборону до підходу основних сил 1-го батальйону. Військовики відбили ворожу атаку, після чого зі сторони терористів розпочався артилерійський і мінометний обстріл. О 9:40 внаслідок прямого влучення міни в окоп загинув капітан Кизило та двоє бійців. Противник намагався вибити українських вояків із зайнятих позицій та о 13:45 здійснив другу невдалу спробу штурму. Обстріли тривали весь день і всю ніч. Відбиваючи атаки терористів, у бою загинув сержант Крижанський.
1 лютого на Майдані Незалежності у Києві сотні людей прощались із сімома воїнами 72-ї ОМБр, які 29 та 30 січня загинули в боях за Авдіївку. 2 лютого Володимира поховали на новому кладовищі міста Сквира.
Залишилися мати Клавдія Миколаївна, брат, дружина Яна Сергіївна та син Іван.

## Нагороди та вшанування
- Указом Президента України № 22/2017 від 1 лютого 2017 року, «за особисту мужність і самовідданість, виявлені у захисті державного суверенітету та територіальної цілісності України, вірність військовій присязі», нагороджений орденом «За мужність» III ступеня (посмертно)[6].
- Вшановується в меморіальному комплексі «Зала пам'яті», в щоденному ранковому церемоніалі 29 січня[7][8].